# Elvira Gangutia
Elvira Gangutia Elícegui (San Sebastián, Guipúzcoa, 1937 - ) es una helenista y lexicógrafa española.

## Biografía
No tuvo una escolarización normal, pues una profesora le enseñó todo hasta entrar en el instituto. A los trece años se fue a Inglaterra y más tarde, gracias a una beca se fue a Estados Unidos, donde pasó un año. Después, ya a mediados de los cincuenta, se trasladó a Madrid para estudiar Filosofía y letras, que acabó con premio extraordinario en su memoria de licenciatura Las ideas lingüísticas de Eurípides. Se licenció en Filología Clásica por la Universidad Complutense en 1963, hizo su tesis sobre la semántica estructural en los campos semánticos vida y muerte desde Homero hasta Platón (1965) y entró en el CSIC como colaboradora en ese mismo año en el proyecto del Diccionario Griego-Español iniciado por Francisco Rodríguez Adrados. En 1971 fue promovida a Investigadora en el Instituto Antonio de Nebrija. Desde 1989 ha sido Profesora de Investigación en el Instituto de Filología, más tarde Instituto de Lenguas y Culturas del Mediterráneo y Oriente Próximo.
Fue directora del Instituto de Filología y formó parte de la Comisión de Área de Humanidades del CSIC. En 1982 fue enviada por el CSIC a la URSS para visitar diferentes Institutos de lingüística. Su principal y constante trabajo ha sido los varios volúmenes del Diccionario Griego-Español, del que ha sido Investigadora Principal entre 1987 y 2007, obra galardonada en 1988 con el premio “Aristóteles” de la Fundación Onassis y en la actualidad accesible en la red. Ha publicado numerosos artículos en Emérita y en Estudios Clásicos, entre otras revistas de su especialidad. En la actualidad (2017) está jubilada. 
Ha investigado en literatura comparada descubriendo paralelos entre la literatura griega arcaica y los textos orientales antiguos. También ha explorado el campo de las relaciones entre las literaturas clásicas y la literatura española medieval y renacentista, hallando huellas de poesía griega en la medieval española o en obras como el Lazarillo o La Celestina. Ha caracterizado el género literario griego de las canciones de mujer, el cual, teniendo origen popular, alcanza expresiones más elaboradas y cultas en autores como Safo y poetas varones como Arquíloco, Alceo y Aristófanes. También ha estudiado, editado y traducido las más antiguas fuentes grecolatinas sobre la península ibérica recogidas en uno de los volúmenes de la colección Testimonia Hispaniae Antiqua. En la última década ha tratado de la formación clásica de los viajeros ingleses por España en los siglos XVIII-XIX y la participación española en el movimiento filoheleno que ayudó desde toda Europa a la liberación de Grecia.

## Obras
- Sobre el vocabulario economico de Homero y Hesiodo, Madrid: CSIC, 1969
- Vida/muerte de Homero a Platón : estudio de semántica estructural, Madrid : Instituto Antonio de Nebrija, 1977
- Dir. y red. de VV. AA., Diccionario Griego-Español, 1965-
- Cantos de mujeres en Grecia, Madrid : Ediciones Clásicas, 1994.
- Catálogo de la Exposición Los Orígenes de la lexicografía europea en los Diccionarios griegos y latinos, Madrid, 2002.